# Hackensack River
Der Hackensack River ist ein Fluss in den US-Bundesstaaten New York und New Jersey. Er ist 72 km lang und mündet in die Newark Bay, ein Nebenbecken von New York Harbor. Das Einzugsgebiet des Flusses umfasst Teile der Vorortgebiete westlich von New York City und westlich des unteren Hudson River, zu welchem es fast parallel verläuft und durch die New Jersey Palisades getrennt ist. Es verläuft auch durch die New Jersey Meadowlands. Der Unterlauf des Flusses, der bis zur Stadt Hackensack schiffbar ist, ist stark industrialisiert und bildet auch eine Erweiterung zu den Handelsdocks von Newark Bay. Lange Zeit galt er als eines der am meisten verschmutzten Gewässer in den Vereinigten Staaten, seit den 2000ern erlebt er aber eine bescheidene Wiederbelebung.

## Geografie
Der Hackensack River entspringt im südöstlichen New York, im Sweet Swamp in Rockland County, nur wenige Meter westlich des Hudson River und ca. 1,6 km südlich von West Haverstraw. Er verläuft kurz nach Südosten und füllt das Lake DeForest Reservoir, welches vom Hudson weniger als 5 km entfernt liegt. Südlich des Dammes fließt der Fluss nach Süden und wendet sich vom Hudson weg. Kurz nach der Staatsgrenze nach New Jersey, im Norden des Bergen County, wird er angestaut zum Reservoir des Lake Tappan bei River Vale.
Südlich des Lake Tappan fließt der Fluss wieder in mäandrierendem Verlauf nach Süden durch die Vorort-Gemeinden von New Jersey. Bei Oradell bildet er Oradell Reservoir. An dieser Stelle erhält er Zufluss von mehreren namhaften Flüssen, unter anderem Dwars Kill, Cherry Brook und Pascack Brook. Auch Van Buskirk Island, eine künstliche Insel und Standort der New Milford Plant of the Hackensack Water Company liegt in diesem Gebiet. Südlich des Staudamms passiert der Fluss River Edge, Hackensack, Teaneck, Bogota und Ridgefield Park, und kommt dabei wiederum auf 3 mi (5 km) Entfernung an den Hudson heran, bleibt aber durch die Palisades komplett getrennt.
Bei Little Ferry erhält er Zufluss durch den breiten Overpeck Creek, dann fließt er wieder nach Süden, weitet sich in ein breit mäandrierendes von den Gezeiten beeinflusstes Ästuar, das sich durch die Meadowlands windet, mit zahlreichen Teilungsläufen und Feuchtgebieten. Südlich von North Bergen bildet er die Grenze zwischen Bergen County im Westen und Hudson County im Osten. Gegenüber von Secaucus erhält er Zufluss durch den Berrys Creek, dann fließt er an der Westgrenze der Stadt Jersey City entlang, wo die Stadt auf dem Kamm der Palisades über dem Tal des Flusses liegt, bevor er beim Zusammenfluss mit dem Passaic River zwischen Jersey City und Kearny die Newark Bay bildet.
Vor allem im Gebiet der Meadowlands wird der Fluss von zahlreichen Brücken unterschiedlichster Art und Zweckes überspannt. Die englische Wikipedia listet 59 Brücken auf.

## Geschichte

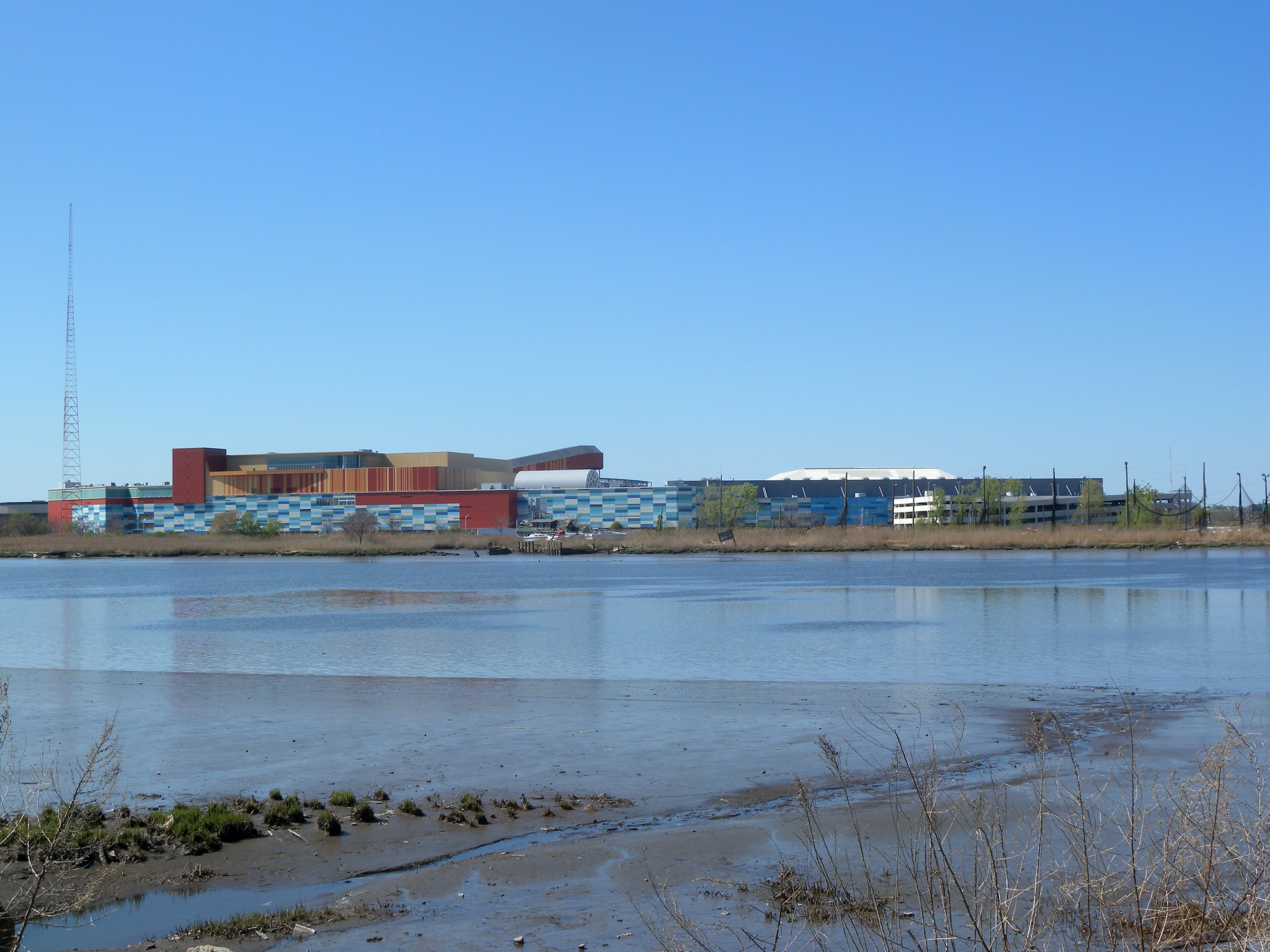
Die Grenze zwischen Hudson- (Vordergrund) und Bergen-County.

Der Name des Flusses kommt aus der Sprache der Lenape. Achinigeu-hach, oder Ackingsah-sack, bedeutet flacher Zusammenfluss von Flüssen oder Steiniger Untergrund. Konflikte mit den Lenape hielten die frühen holländischen Siedler der Kolonie Nieuw Nederland davon ab, ihr Siedlungsgebiet nach Westen in das Flusstal (Achter Kol) auszudehnen, als sie im späten 17. Jahrhundert dort anlangten. Der Fluss bot sowohl den Indianern als auch den europäischen Siedlern reiche Vorräte von Hering, Shad (Maifisch) und Striped Bass (Felsenbarsch).
In der Kolonialzeit stellte der Fluss mit den umgebenden Sumpfgebieten ein bedeutendes Transport- und Kommunikationshindernis das. Die Sümpfe verhalfen der  Continental Army unter George Washington 1776 zum Rückzug nach mehreren Niederlagen gegen die britische Armee auf der Ostseite des Hudson. Später diente es als Schutzbarriere, die Washingtons Armee ermöglichte, in den nahegelegenen Hügeln bei Morristown zu kampieren.

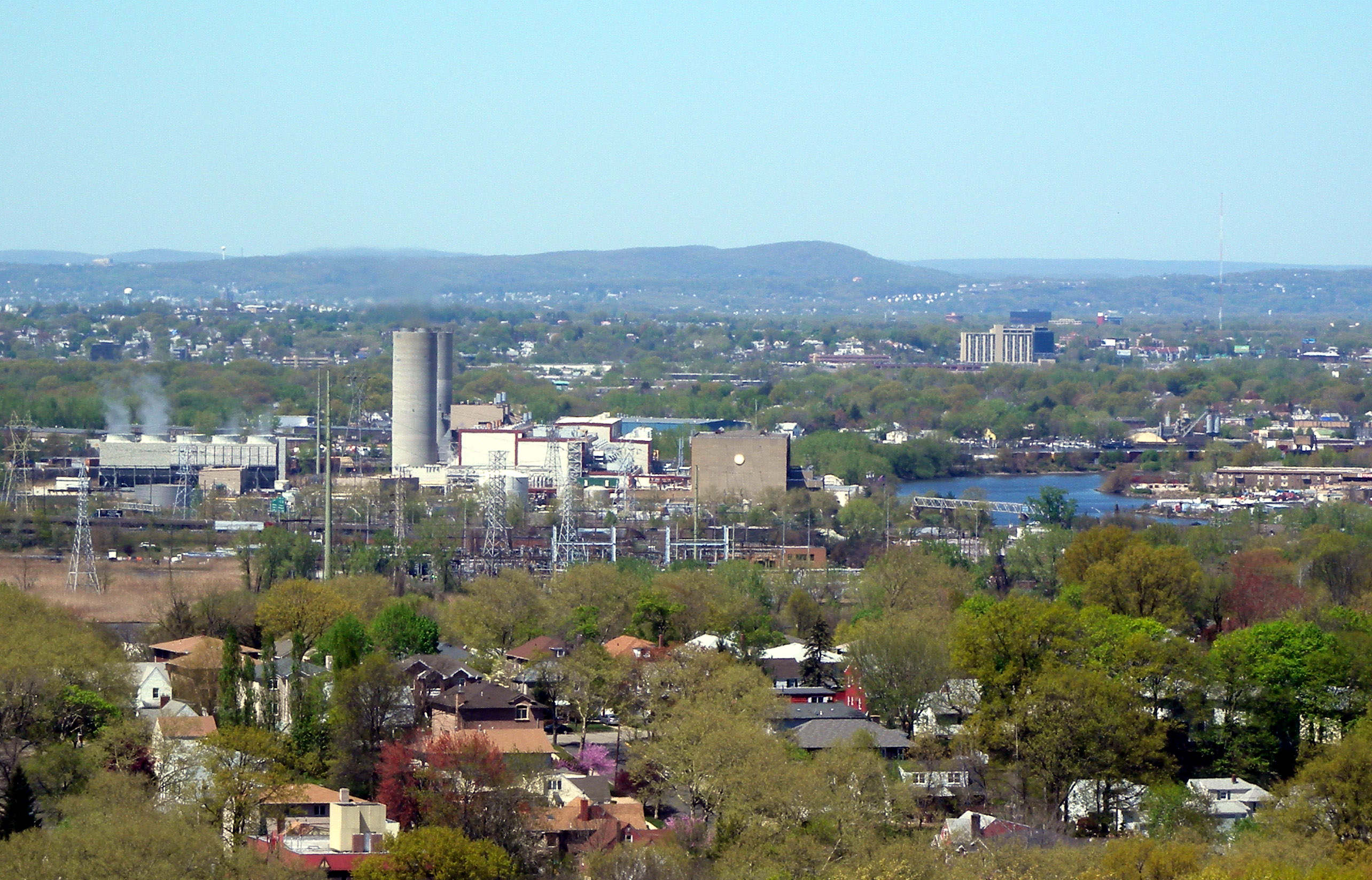
Elektrizitätswerk in Newark.

Seit der Industrialisierung litt der Fluss unter extrem schwerer Gewässerverschmutzung. Die Errichtung des Oradell Reservoir-Dammes 1921 veränderte zudem stark die Fließgeschwindigkeit und aus einem Strom wurde ein brackisches Ästuar, in dem sich nach und nach Meeresorganismen ansiedelten. Die Urbanisierung in der Region verstärkte sich nach dem Zweiten Weltkrieg; Straßen und Autobahnen wurden erweitert, unter anderem der New Jersey Turnpike (1952) und auch der Meadowlands Sports Complex entstand in den 1970ern. Seit den 1960ern war ein großer Bereich des Unterlaufs eine trübe hypoxische Todeszone, in der nur die anspruchslosesten Arten wie Mummichog (Fundulus heteroclitus) überleben konnten. Chemische Fabriken verklappten im 20. Jahrhundert große Mengen Sondermüll in Berry's Creek, wodurch dort bis heute die höchsten Konzentrationen von Methylquecksilberverbindungen (methyl mercury) in Süßwasser-Sedimenten weltweit zu verzeichnen sind, sowie höchste Konzentrationen von PCBs und anderen Chemikalien. Drei Stellen entlang des Flusses sind noch immer durch Bundesgesetze betroffene Superfund-Sites (Comprehensive Environmental Response, Compensation, and Liability Act of 1980, CERCLA) und erfordern bis dato (2019) Regenerationsprojekte.
Der Fluss erholte sich seit den späten 2000ern etwas, nachdem die Fabriken in dem Gebiet schlossen und zusätzlich die Bestimmungen des Clean Water Act umgesetzt wurden, und nachdem sich auch lokale Umweltschutzgruppen einsetzten. Inzwischen gibt es wieder die Möglichkeit Freizeitangeln zu betreiben, wobei es noch immer ratsam ist, sich auf „catch and release“ (fangen und wieder aussetzen) zu beschränken. Der Fisch ist noch nicht wieder essbar. Dennoch sorgen noch immer Abwässer (Urban runoff, sewage, combined sewer overflow) und Gefährliche Abfälle für eine Verminderung der Wasserqualität.
Die Zukunft der Feuchtgebiete am Unterlauf des Flusses ist Bestandteil einer andauernden Auseinandersetzung zwischen Bauunternehmen und Umweltschutzgruppen. Bereits 1968 wurde die The Hackensack Meadowlands Development Commission gegründet (später: New Jersey Meadowlands Commission), die zwischen den widerstreitenden Interessen vermitteln soll. 2015 wurde die Commission in die New Jersey Sports and Exposition Authority eingegliedert.

## Zuflüsse
| in New Jersey: - Berrys Creek - Bashes Creek - Cherry Brook - Moonachie Creek - Mill Creek - Cromakill Creek - Bellmans Creek - Losen Slote - Overpeck Creek - Coles Brook - French Brook - Hirshfeld Brook - Dwars Kill - Tappan Run - Pascack Brook - Holdrum Brook - Hillsdale Brook - Cherry Brook | in New York: - Nauraushaun Brook Nanuet, New York - East Branch Hackensack River - Toms Creek - West Branch Hackensack River |

- Little Ferry Seaplane Base
- Hackensack RiverWalk